# Autoroute A 749
Die Autoroute A 749 war eine geplante französische Autobahn, die die Städte Bourg-lès-Valence und Étoile-sur-Rhône miteinander verbinden sollte. Die Stadt Valence sollte hiermit in einem großen Bogen zum Teil entlang der Nationalstraße 7 östlich umfahren werden. Die Planungen reichten bis in das Jahr 1974 zurück. Das Projekt sollte unter einer Konzession realisiert werden, wurde jedoch 1993 aufgegeben.